# Coup d'État de 1970 à Oman
Le coup d'État de 1970 à Oman est un coup d'État survenu le 23 juillet 1970 à Oman entraînant le renversement du sultan d'Oman Saïd ibn Taïmour par son fils Qabus ibn Saïd. Survenu en pleine guerre du Dhofar, le coup d'État de palais est exécuté avec l'aide des britanniques et voit Saïd être déposé et envoyé en exil au Royaume-Uni. Ce coup d'État marque un tournant dans l'histoire moderne d'Oman, car Qabus lance rapidement de nombreuses réformes de modernisation de grande envergure dans le sultanat, transformant Oman, autrefois un pays reculé et sous-développé, en un pays comparable à de nombreux États occidentaux en termes de stabilité politique et de développement économique. À sa mort en janvier 2020, le sultan Qabus est le plus ancien dirigeant du Moyen-Orient.

## Contexte
À partir de la fin du XIXe siècle, Oman passe progressivement sous l'influence de l'Empire britannique par le biais d'une série de traités et d'accords diplomatiques. Le sultan omanais finit par dépendre de plus en plus de la Grande-Bretagne pour son soutien et ses conseils. Les principales sources de revenus du sultanat, notamment la traite des esclaves et le commerce des armes, sont interdites par les britanniques, ce qui provoque des affrontements entre les autorités omanaises et les tribus de l'intérieur du pays. Ces affrontements conduisent Oman à solliciter le soutien militaire des britanniques, qui acceptent de défendre le sultan Faïsal ibn Turki contre toute tentative de renversement.
En 1913, le sultan Taïmur ibn Faïsal prend les rênes d'Oman et ramène le royaume sur une base financière plus stable et apaise les troubles tribaux dans le pays. Il règne jusqu'à son abdication en 1932, date à laquelle son fils aîné, Saïd ibn Taïmour, prend la relève. Sous le règne de Saïd, Oman devient de plus en plus isolationniste et sous-développé. Des troubles internes prospèrent, comme lors des guerres du Jebel Akhdar (en) et du Dhofar. Saïd devient de plus en plus dépendant des britanniques pour maintenir le contrôle de son propre pays, qu'il refuse de gouverner de manière moderne, refusant même à un moment donné de quitter son palais après une tentative d'assassinat. La guerre du Dhofar est une insurrection communiste lancée en 1963 et qui sévit dans le pays depuis lors, opposant les troupes omanaises dirigées par les britanniques aux insurgés, principalement dans la partie sud du pays. Les forces armées du sultan (SAF) sont de facto sous commandement britannique. Le colonel britannique Hugh Oldman (en) commande les troupes du sultan à Mascate, tandis que le brigadier John Graham (en) est le commandant en chef de la SAF.
En 1970, la seule source majeure de revenus du pays, les pétrodollars, sont soit destinée à combattre les insurgés, soit directement dans les caisses du sultan. La mauvaise gestion du pays par Saïd et sa dépendance excessive à l'égard du soutien militaire britannique exaspèrent le gouvernement britannique, qui commence à considérer sa destitution comme le seul moyen viable de vaincre l'insurrection communiste croissante d'Oman. Les autorités britanniques contactent le fils du sultan, Qabus ibn Saïd, âgé de 29 ans, diplômé de l'académie militaire britannique de Sandhurst, assigné à résidence sur ordre de son père. Des cassettes contenant des messages vocaux sont envoyées à Qabus, l'informant du plan que le Royaume-Uni élabore pour renverser son père. Qabus accepte et l'opération se poursuit,.

## Coup d'État
Le 23 juillet 1970, des unités militaires dirigées par les britanniques sont déployées pour renverser le sultan. Graham convoque les principaux commandants arabes du Régiment du Désert, principale unité omanaise chargée de perpétrer le coup d'État, et les informe de la lettre que Qabus leur a envoyée, ordonnant aux officiers britanniques de perpétrer le coup d'État. Cette réunion s'assure de leur loyauté et de leur coopération,.
Les troupes arrivent au palais Al Hosn à Salalah et ne rencontrent aucune résistance. Le cheikh tribal des cinq cents gardes chargés de défendre l'extérieur du palais a été persuadé par les britanniques d'ordonner à ses hommes de se retirer avant le coup d'État. Le reste du coup d'État est mené principalement par des troupes arabes afin de masquer l'ampleur de l'implication britannique dans l'opération. Au cours du coup d'État, le sultan tire une balle dans le ventre du cheikh Braik Al Ghafri, comploteur et fils d'un important gouverneur omanais, avant de se tirer accidentellement une balle dans le pied en armant son pistolet. Saïd parvint à s'échapper brièvement avec quelques confidents et gardes du corps par une série de passages et de tunnels secrets, mais est rapidement repris. Le sultan, blessé, presse son conseiller d'envoyer un message urgent à Oldman pour l'informer des événements, message qu'Oldman, en tant que putschiste, ignore. Le coup d'État prend fin lorsque Saïd signe un document d'abdication, transmettant les rênes du pays à son fils, Qabus. Saïd est évacué du pays à bord d'un Bristol Britannia de la Royal Air Force, d'abord à Bahreïn pour y être soigné, puis à Londres où il vit les deux dernières années de sa vie dans une suite du Dorchester, un hôtel de luxe,.

## Conséquences

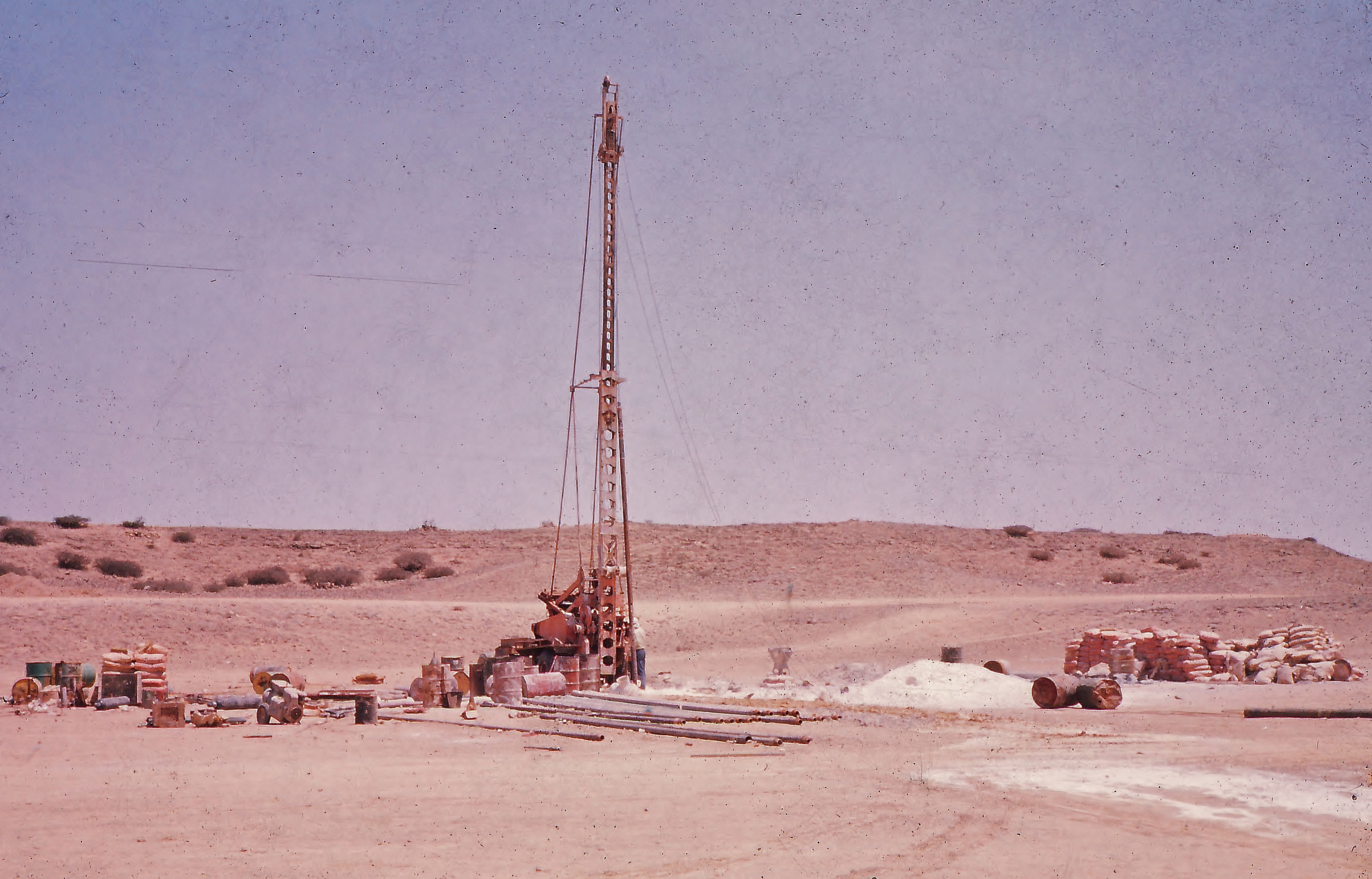
Une plate-forme pétrolière à Oman, photographiée en 1971.

Qabus, désormais nouveau sultan, se fixe immédiatement comme priorité de moderniser le pays et de vaincre l'insurrection à l'intérieur du nouveau Sultanat d'Oman. Avant son accession au trône, Oman ne compte aucune école secondaire, un seul hôpital et un total de dix kilomètres de routes goudronnées. Il réoriente les revenus pétroliers du pays vers des initiatives économiques, abandonnant l'agriculture de subsistance et la pêche et construisant des infrastructures modernes. Des écoles sont construites, le pays est électrifié, de nombreuses routes sont goudronnées et les médias occidentaux cessent de qualifier le pays de "médiéval". L'esclavage à Oman (en) est aboli et, en 1980, Oman compte 28 hôpitaux, 363 écoles et 12 000 kilomètres de routes goudronnées. De plus, le Majlis ach-Choura est créé avec le pouvoir d'examiner la législation et de convoquer les ministres du gouvernement pour les rencontrer,.
Le succès de la guerre du Dhofar, qui s'avère être un défi redoutable pour l'État, est anéanti par la destitution de Taïmour. Qabus lance un effort concerté de 400 millions de livres sterling pour moderniser l'armée omanaise, allant même jusqu'à fonder une marine pour protéger les exportations pétrolières du pays. Les rebelles communistes perdent progressivement le soutien étranger de l'Union soviétique et de la Chine après une série de défaites militaires. Ceci, conjugué à une opposition internationale croissante à la rébellion, notamment le déploiement de troupes iraniennes en 1973, conduit à une défaite finale des rebelles en 1976. Les troubles internes à Oman prennent fin grâce à une initiative de Qabus visant à inclure tous les groupes ethniques et tribaux dans l'administration du pays et à accorder l'amnistie aux anciens rebelles.
L'implication du gouvernement britannique dans le coup d'État est niée pendant quarante ans, la version officielle du gouvernement affirmant que le coup d'État a été mené principalement par des troupes arabes, leurs commandants britanniques y ayant participé à titre personnel. En réalité, le coup d'État a été planifié par le MI6, le ministère des Affaires étrangères et le ministère de la Défense, et a reçu le feu vert du Premier ministre Edward Heath. La planification d'urgence de l'événement montre que Qabus était placé sous la protection des troupes britanniques, puis évacué du pays en cas d'échec du coup d'État.